# Двали, Георгий
Георгий (Гия) Двали (груз. გიორგი (გია) დვალი, род. 30 мая 1964, Тбилиси) — грузинский и американский физик, профессор физики Центра космологии и физики элементарных частиц Нью-Йоркского университета и Мюнхенского университета Людвига-Максимилиана; директор института физики Макса Планка в Мюнхене.

## Биография
Окончил Тбилисский государственный университет в 1992 году, получил степень доктора философии по физике высших энергий и космологии. Работал в Международном центре теоретической физики имени Абдуса Салама в Триесте и в ЦЕРН в Женеве. Специалист по квантовой гравитации и Большому взрыву.
Совместно с Нимой Аркани-Хамедом и Савасом Димопулосм разработал ADD-модель на основе теории струн. Эта модель могла объяснить относительную слабость гравитации других сил, в которых стандартная модель ограничена мембраной с (3+1) измерениями, но при этом гравитация могла распространяться на дополнительные поперечные пространственные измерения, которые компактны, но могу достигать одной десятой миллиметра. В этих рамках квантовая гравитация, теория струн и чёрные дыры могут быть экспериментально изучены на Большом адронном коллайдере. Двали занимается изучением широкомасштабной модификации гравитации и её применением к проблеме космологической постоянной. Совместно с Григорием Габададзе и Массимо Поррати он продвигал это направление, предложив в итоге ковариантную модель инфракрасной модификации гравитации (DGP-модель) и изучив множество новых и тонких особенностей подобных моделей.
По теории Георгия Двали, интересующегося и чёрными дырами, пространство внутри дыры не является пустым, а заполнено гравитонами (квантами поля тяготения), которые пребывают в состоянии с минимально возможной энергией. Двали отрицает факт исчезновения информации в чёрной дыре: она просто перезаписывается на новые носители, поэтому парадоксов возникать не может. Также, по мнению Двали, чёрная дыра при испарении нагревается до высокой температуры, уменьшаясь в радиусе, но увеличиваясь в массе (радиус покидаемой частицы не может быть больше радиуса дыры), и эта гипотеза является вариантом ответа на вопрос, почему масса элементарных частиц так мала и почему гравитационное взаимодействие много слабее электромагнитного.
Двали в 2000 году получил премию мэра Нью-Йорка за выдающиеся достижения в науке и технике, стал членом физических обществ имени Дэвида и Люсиль Паккард и Альфреда Слоуна, а также профессором университета Гумбольдта в 2008 году.